# Achryson peracchii
Achryson peracchii é uma espécie de coleóptero da tribo Achrysonini (Cerambycinae); com distribuição restrita ao Brasil (Rio de Janeiro).

## Sistemática
- Ordem Coleoptera
  - Subordem Polyphaga
    - Infraordem Cucujiformia
      - Superfamília Chrysomeloidea
        - Família Cerambycidae
          - Subfamília Cerambycinae
            - Tribo Achrysonini
              - Gênero Achryson
                - A. peracchii Martins, 1976